# Ясьмінова ЗУС (станція швидкісного трамвая)
53°23′03″ пн. ш. 14°38′17″ сх. д. / 53.38417° пн. ш. 14.63806° сх. д.
«Ясьмінова ЗУС» — станція Щецинського швидкісного трамвая, розташована між станціями «Хангарова» і «Туркусова». Відкрита в 2015 році у складі першої черги будівництва. Назва за Ясьміновою вулицею і за сусіднього Закладу соціального страхування «ЗУС» (пол. Zakład Ubezpieczeń Społecznych, ZUS). Поруч розташована зупинка трамваїв № 2, № 7 і № 8.

## Опис
Станція має берегові платформи. Вихід до міста здійснюється через підземний вестибуль на обидві боки лінії.